# San Anselmo, California
San Anselmo este un oraș din California, SUA. Acesta are o suprafață totală de peste 7,1 km².
1. ↑  Recensământul Statelor Unite ale Americii din 2010, accesat în 9 iulie 2020